# Ԋ
Ԋ, ԋ (в Юникоде называется коми не) — буква расширенной кириллицы. Использовалась в алфавите В. А. Молодцова — первом из официально утверждённых алфавитов письменности коми, действовавшим в 1918—1932 и 1936—1938 годах; где была 20-й буквой по счёту. Обозначает звук [nʲ]. Происходит от буквы кириллицы Н.